# オリンピックの飛込競技・メダリスト一覧
オリンピックの飛込競技・メダリスト一覧（オリンピックのとびこみきょうぎ・メダリストいちらん）は、1904年から2020年までのオリンピック飛込競技におけるメダリストの一覧である。

## 男子

### 10m高飛び込み
| 大会名                | 金                                              | 銀                                                | 銅                                              |
| --------------------- | ----------------------------------------------- | ------------------------------------------------- | ----------------------------------------------- |
| 1904 セントルイス     | ジョージ・シェルドン アメリカ合衆国 (USA)       | ゲオルク・ホフマン ドイツ (GER)                   | フランク・キーホー アメリカ合衆国 (USA)         |
| 1904 セントルイス     | ジョージ・シェルドン アメリカ合衆国 (USA)       | ゲオルク・ホフマン ドイツ (GER)                   | アルフレート・ブランシュヴァイガー ドイツ (GER) |
| 1908 ロンドン         | ヤルマール・ヨハンソン スウェーデン (SWE)       | カール・マルムストローム スウェーデン (SWE)       | アルヴィド・シュパンベルグ スウェーデン (SWE)   |
| 1912 ストックホルム   | エリック・アドラーツ スウェーデン (SWE)         | アルバート・ザナー ドイツ (GER)                   | グスタフ・ブロムグレン スウェーデン (SWE)       |
| 1920 アントワープ     | クラレンス・ピンクストン アメリカ合衆国 (USA)   | エリック・アドラーツ スウェーデン (SWE)           | ハリー・プリースト アメリカ合衆国 (USA)         |
| 1924 パリ             | アルバート・ホワイト アメリカ合衆国 (USA)       | デビッド・フォール アメリカ合衆国 (USA)           | クラレンス・ピンクストン アメリカ合衆国 (USA)   |
| 1928 アムステルダム   | ピーター・デジャルディンズ アメリカ合衆国 (USA) | ファリド・シマイカ エジプト (EGY)                 | マイケル・ガリツェン アメリカ合衆国 (USA)       |
| 1932 ロサンゼルス     | ハロルド・スミス アメリカ合衆国 (USA)           | マイケル・ガリツェン アメリカ合衆国 (USA)         | フランク・クルツ アメリカ合衆国 (USA)           |
| 1936 ベルリン         | マーシャル・ウェイン アメリカ合衆国 (USA)       | エルバート・アロンゾ・ルート アメリカ合衆国 (USA) | ヘルマン・ストーク ドイツ (GER)                 |
| 1948 ロンドン         | サミュエル・リー アメリカ合衆国 (USA)           | ブルース・ハーラン アメリカ合衆国 (USA)           | ホアキン・カピラ・ペレス メキシコ (MEX)         |
| 1952 ヘルシンキ       | サミュエル・リー アメリカ合衆国 (USA)           | ホアキン・カピラ・ペレス メキシコ (MEX)           | ギュンター・ハーセ 西ドイツ (FRG)               |
| 1956 メルボルン       | ホアキン・カピラ・ペレス メキシコ (MEX)         | ゲイリー・トビアン アメリカ合衆国 (USA)           | リチャード・コナー アメリカ合衆国 (USA)         |
| 1960 ローマ           | ロバート・ウェブスター アメリカ合衆国 (USA)     | ゲイリー・トビアン アメリカ合衆国 (USA)           | ブライアン・フェルプス イギリス (GBR)           |
| 1964 東京             | ロバート・ウェブスター アメリカ合衆国 (USA)     | クラウス・ディビアシ イタリア (ITA)               | トーマス・ゴンプ アメリカ合衆国 (USA)           |
| 1968 メキシコシティ   | クラウス・ディビアシ イタリア (ITA)             | アルバロ・ガクシオラ メキシコ (MEX)               | エドウィン・ヤング アメリカ合衆国 (USA)         |
| 1972 ミュンヘン       | クラウス・ディビアシ イタリア (ITA)             | リチャード・ライゼ アメリカ合衆国 (USA)           | ジョルジオ・フランコ・カニョット イタリア (ITA) |
| 1976 モントリオール   | クラウス・ディビアシ イタリア (ITA)             | グレゴリー・ローガニス アメリカ合衆国 (USA)       | ウラジーミル・アレイニク ソビエト連邦 (URS)     |
| 1980 モスクワ         | ファルク・ホフマン 東ドイツ (GDR)               | ウラジーミル・アレイニク ソビエト連邦 (URS)       | デビッド・アンバルツミアン ソビエト連邦 (URS)   |
| 1984 ロサンゼルス     | グレゴリー・ローガニス アメリカ合衆国 (USA)     | ブルース・キンボール アメリカ合衆国 (USA)         | 李孔政 中国 (CHN)                               |
| 1988 ソウル           | グレゴリー・ローガニス アメリカ合衆国 (USA)     | 熊倪 中国 (CHN)                                   | ヘスス・モナ メキシコ (MEX)                     |
| 1992 バルセロナ       | 孫淑偉 中国 (CHN)                               | スコット・ドニー アメリカ合衆国 (USA)             | 熊倪 中国 (CHN)                                 |
| 1996 アトランタ       | ドミトリー・サウティン ロシア (RUS)             | ヤン・ヘンペル ドイツ (GER)                       | 肖海亮 中国 (CHN)                               |
| 2000 シドニー         | 田亮 中国 (CHN)                                 | 胡佳 中国 (CHN)                                   | ドミトリー・サウティン ロシア (RUS)             |
| 2004 アテネ           | 胡佳 中国 (CHN)                                 | マシュー・ヘルム オーストラリア (AUS)             | 田亮 中国 (CHN)                                 |
| 2008 北京             | マシュー・ミッチャム オーストラリア (AUS)       | 周呂鑫 中国 (CHN)                                 | グレプ・ガルペリン ロシア (RUS)                 |
| 2012 ロンドン         | デービッド・ボウディア アメリカ合衆国 (USA)     | 邱波 中国 (CHN)                                   | トーマス・デーリー イギリス (GBR)               |
| 2016 リオデジャネイロ | 陳艾森 中国 (CHN)                               | ヘルマン・サンチェス メキシコ (MEX)               | デービッド・ボウディア アメリカ合衆国 (USA)     |
| 2020 東京             | 曹縁 中国 (CHN)                                 | 楊健 中国 (CHN)                                   | トーマス・デーリー イギリス (GBR)               |

### 3m飛板飛び込み
| 大会名                | 金                                               | 銀                                              | 銅                                              |
| --------------------- | ------------------------------------------------ | ----------------------------------------------- | ----------------------------------------------- |
| 1908 ロンドン         | アルバート・ザナー ドイツ (GER)                  | クルト・ベーレンス ドイツ (GER)                 | ジョージ・ギャジック アメリカ合衆国 (USA)       |
| 1908 ロンドン         | アルバート・ザナー ドイツ (GER)                  | クルト・ベーレンス ドイツ (GER)                 | ゴットローブ・ウォルツ ドイツ (GER)             |
| 1912 ストックホルム   | ポール・ギュンター ドイツ (GER)                  | ハンス・ルーバー ドイツ (GER)                   | クルト・ベーレンス ドイツ (GER)                 |
| 1920 アントワープ     | ルイス・キューン アメリカ合衆国 (USA)            | クラレンス・ピンクストン アメリカ合衆国 (USA)   | ルイス・バルバッハ アメリカ合衆国 (USA)         |
| 1924 パリ             | アルバート・ホワイト アメリカ合衆国 (USA)        | ピーター・デジャルディンズ アメリカ合衆国 (USA) | クラレンス・ピンクストン アメリカ合衆国 (USA)   |
| 1928 アムステルダム   | ピーター・デジャルディンズ アメリカ合衆国 (USA)  | マイケル・ガリツィン アメリカ合衆国 (USA)       | ファリド・シマイカ エジプト (EGY)               |
| 1932 ロサンゼルス     | マイケル・ガリツィン アメリカ合衆国 (USA)        | ハロルド・スミス アメリカ合衆国 (USA)           | リチャード・デグナー アメリカ合衆国 (USA)       |
| 1936 ベルリン         | リチャード・デグナー アメリカ合衆国 (USA)        | マーシャル・ウェイン アメリカ合衆国 (USA)       | アラン・グリーン アメリカ合衆国 (USA)           |
| 1948 ロンドン         | ブルース・ハーラン アメリカ合衆国 (USA)          | ミラー・アンダーソン アメリカ合衆国 (USA)       | サミュエル・リー アメリカ合衆国 (USA)           |
| 1952 ヘルシンキ       | デイヴッド・ブラウニングJr. アメリカ合衆国 (USA) | ミラー・アンダーソン アメリカ合衆国 (USA)       | ロバート・クロトワーシー アメリカ合衆国 (USA)   |
| 1956 メルボルン       | ロバート・クロトワーシー アメリカ合衆国 (USA)    | ドナルド・ハーパー アメリカ合衆国 (USA)         | ホアキン・カピラ・ペレス メキシコ (MEX)         |
| 1960 ローマ           | ゲイリー・トビアン アメリカ合衆国 (USA)          | サミュエル・ホール アメリカ合衆国 (USA)         | フアン・ボテラ メキシコ (MEX)                   |
| 1964 東京             | ケネス・シッツバーガー アメリカ合衆国 (USA)      | フランシス・ゴーマン アメリカ合衆国 (USA)       | ローレンス・アンドレアセン アメリカ合衆国 (USA) |
| 1968 メキシコシティ   | バーナード・ライトソン アメリカ合衆国 (USA)      | クラウス・ディビアシ イタリア (ITA)             | ジェームズ・ヘンリー アメリカ合衆国 (USA)       |
| 1972 ミュンヘン       | ウラジーミル・ワシーン ソビエト連邦 (URS)        | ジョルジオ・フランコ・カニョット イタリア (ITA) | クレイグ・リンカーン アメリカ合衆国 (USA)       |
| 1976 モントリオール   | フィル・ボッグズ アメリカ合衆国 (USA)            | ジョルジオ・フランコ・カニョット イタリア (ITA) | アレクサンドル・コセンコフ ソビエト連邦 (URS)   |
| 1980 モスクワ         | アレクサンドル・ポルトノフ ソビエト連邦 (URS)    | カルロス・ヒロン メキシコ (MEX)                 | ジョルジオ・フランコ・カニョット イタリア (ITA) |
| 1984 ロサンゼルス     | グレゴリー・ローガニス アメリカ合衆国 (USA)      | 譚良徳 中国 (CHN)                               | ロナルド・メリオット アメリカ合衆国 (USA)       |
| 1988 ソウル           | グレゴリー・ローガニス アメリカ合衆国 (USA)      | 譚良徳 中国 (CHN)                               | 李徳亮 中国 (CHN)                               |
| 1992 バルセロナ       | マーク・レンジ アメリカ合衆国 (USA)              | 譚良徳 中国 (CHN)                               | ドミトリー・サウティン EUN (EUN)                |
| 1996 アトランタ       | 熊倪 中国 (CHN)                                  | 余卓成 中国 (CHN)                               | マーク・レンジ アメリカ合衆国 (USA)             |
| 2000 シドニー         | 熊倪 中国 (CHN)                                  | フェルナンド・プラタス メキシコ (MEX)           | ドミトリー・サウティン ロシア (RUS)             |
| 2004 アテネ           | 彭勃 中国 (CHN)                                  | アレクサンダー・ディスパティエ カナダ (CAN)     | ドミトリー・サウティン ロシア (RUS)             |
| 2008 北京             | 何衝 中国 (CHN)                                  | アレクサンダー・ディスパティエ カナダ (CAN)     | 秦凱 中国 (CHN)                                 |
| 2012 ロンドン         | イリヤ・ザハロフ ロシア (RUS)                    | 秦凱 中国 (CHN)                                 | 何衝 中国 (CHN)                                 |
| 2016 リオデジャネイロ | 曹縁 中国 (CHN)                                  | ジャック・ラファー イギリス (GBR)               | パトリック・ホイスディンク ドイツ (GER)         |
| 2020 東京             | 謝思埸 中国 (CHN)                                | 王宗源 中国 (CHN)                               | ジャック・ロー イギリス (GBR)                   |

### 10mシンクロナイズド高飛び込み
| 大会名                | 金                                                         | 銀                                                                     | 銅                                                                   |
| --------------------- | ---------------------------------------------------------- | ---------------------------------------------------------------------- | -------------------------------------------------------------------- |
| 2000 シドニー         | イゴール・ロカシン and ドミトリー・サウティン ロシア (RUS) | 胡佳 and 田亮 中国 (CHN)                                               | ヤン・ヘンペル and ハイコ・マイヤー ドイツ (GER)                     |
| 2004 アテネ           | 田亮 and 楊景輝 中国 (CHN)                                 | レオン・テーラー and ピーター・ウォーターフィールド ドイツ (GER)       | マシュー・ヘルム and ロバート・ニューベリー オーストラリア (AUS)     |
| 2008 北京             | 林躍 火亮 中国 (CHN)                                       | パトリック・ホイスディンク and ザスカ・クライン ドイツ (GER)           | グレプ・ガルペリン and ドミトリー・ドブロスコク ロシア (RUS)         |
| 2012 ロンドン         | 曹縁 and 張雁全 中国 (CHN)                                 | イバン・ガルシア and ヘルマン・サンチェス メキシコ (MEX)               | デービッド・ボウディア and ニック・マクローリー アメリカ合衆国 (USA) |
| 2016 リオデジャネイロ | 陳艾森 and 林躍 中国 (CHN)                                 | デービッド・ボウディア and スティール・ジョンソン アメリカ合衆国 (USA) | トーマス・デーリー and ダニエル・グッドフェロー イギリス (GBR)       |
| 2020 東京             | トーマス・デーリー and マッティ・リー イギリス (GBR)       | 曹縁 and 陳艾森 中国 (CHN)                                             | アレクサンドル・ボンダル and ビクトル・ミニバエフ ROC (ROC)          |

### 3mシンクロナイズド飛板飛び込み
| 大会名                | 金                                                             | 銀                                                                     | 銅                                                                       |
| --------------------- | -------------------------------------------------------------- | ---------------------------------------------------------------------- | ------------------------------------------------------------------------ |
| 2000 シドニー         | 熊倪 and 蕭海亮 中国 (CHN)                                     | アレクサンドル・ドブロフスキー and ドミトリー・サウティン ロシア (RUS) | ロバート・ニューベリー and ディーン・プラー オーストラリア (AUS)         |
| 2004 アテネ           | トーマス・ビミス and ニコラオス・シラニディス ギリシャ (GRE)   | アンドレアス・ウェルス and トビアス・シェレンベルク ドイツ (GER)       | スティーブン・バーネット and ロバート・ニューベリー オーストラリア (AUS) |
| 2008 北京             | 王峰 and 秦凱 中国 (CHN)                                       | ドミトリー・サウティン and ユーリー・クナコフ ロシア (RUS)             | イリア・クバシャ and オレクシー・プリゴロフ ウクライナ (UKR)             |
| 2012 ロンドン         | 羅玉通 and 秦凱 中国 (CHN)                                     | エフゲニー・クズネツォフ and イリヤ・ザハロフ ロシア (RUS)             | トロイ・デュメーズ and クリスチャン・イプセン アメリカ合衆国 (USA)       |
| 2016 リオデジャネイロ | クリストファー・ミアーズ and ジャック・ラファー イギリス (GBR) | サム・ドーマン and マイケル・ヒクソン アメリカ合衆国 (USA)             | 曹縁 and 秦凱 中国 (CHN)                                                 |
| 2020 東京             | 王宗源 and 謝思埸 中国 (CHN)                                   | アンドリュー・カポビアンコ and マイク・ヒクソン アメリカ合衆国 (USA)   | パトリック・ハウスディング and ラルス・リューディガー ドイツ (GER)       |

## 女子

### 10m高飛び込み
| 大会名                | 金                                                                | 銀                                                                | 銅                                                        |
| --------------------- | ----------------------------------------------------------------- | ----------------------------------------------------------------- | --------------------------------------------------------- |
| 1912 ストックホルム   | グレタ・ヨハンソン スウェーデン (SWE)                             | リサ・レグネル スウェーデン (SWE)                                 | イサベラ・ホワイト イギリス (GBR)                         |
| 1920 アントワープ     | ステファニー・クラウセン デンマーク (DEN)                         | ベアトリクス・アームストロング イギリス (GBR)                     | エバ・オリバー スウェーデン (SWE)                         |
| 1924 パリ             | キャロリン・スミス アメリカ合衆国 (USA)                           | エリザベス・ベッカー＝ピンクストン アメリカ合衆国 (USA)           | ヨーディス・トペル スウェーデン (SWE)                     |
| 1928 アムステルダム   | エリザベス・ベッカー＝ピンクストン アメリカ合衆国 (USA)           | ジョージア・コールマン アメリカ合衆国 (USA)                       | ローラ・ショークヴィスト スウェーデン (SWE)               |
| 1932 ロサンゼルス     | ドロシー・ポイントン＝ヒル アメリカ合衆国 (USA)                   | ジョージア・コールマン アメリカ合衆国 (USA)                       | マリオン・ローパー アメリカ合衆国 (USA)                   |
| 1936 ベルリン         | ドロシー・ポイントン＝ヒル アメリカ合衆国 (USA)                   | ヴェルマ・ダン アメリカ合衆国 (USA)                               | キャシー・ケーラー ドイツ (GER)                           |
| 1948 ロンドン         | ビクトリア・ドレーブス アメリカ合衆国 (USA)                       | パトリシア・エルスナー アメリカ合衆国 (USA)                       | ビルテ・クリストファーソン デンマーク (DEN)               |
| 1952 ヘルシンキ       | パトリシア・マコーミック アメリカ合衆国 (USA)                     | ポーラ・マイアーズ＝ポープ アメリカ合衆国 (USA)                   | ジュノ・ストーバー＝アーウィン アメリカ合衆国 (USA)       |
| 1956 メルボルン       | パトリシア・マコーミック アメリカ合衆国 (USA)                     | ジュノ・ストーバー＝アーウィン アメリカ合衆国 (USA)               | ポーラ・マイアーズ＝ポープ アメリカ合衆国 (USA)           |
| 1960 ローマ           | イングリート・クレーマー＝エンゲル＝グルビン 東西統一ドイツ (EUA) | ポーラ・マイアーズ＝ポープ アメリカ合衆国 (USA)                   | ニネル・クルトバ ソビエト連邦 (URS)                       |
| 1964 東京             | レスリー・ブッシュ アメリカ合衆国 (USA)                           | イングリート・クレーマー＝エンゲル＝グルビン 東西統一ドイツ (EUA) | ガリーナ・アレクシーバ ソビエト連邦 (URS)                 |
| 1968 メキシコシティ   | ミレーナ・ドゥフコヴァ チェコスロバキア (TCH)                     | ナタリア・クズネツォワ＝ロバーノヴァ ソビエト連邦 (URS)           | アン・ピーターソン アメリカ合衆国 (USA)                   |
| 1972 ミュンヘン       | ウルリカ・クナーペ スウェーデン (SWE)                             | ミレナ・ドゥフコバ チェコスロバキア (TCH)                         | マリナ・ヤニッケ 東ドイツ (GDR)                           |
| 1976 モントリオール   | エレナ・ワイツェホフスカヤ ソビエト連邦 (URS)                     | ウルリカ・クナーペ スウェーデン (SWE)                             | デボラ・ウィルソン アメリカ合衆国 (USA)                   |
| 1980 モスクワ         | マルチナ・イェーシュケ 東ドイツ (GDR)                             | シルバ・エミルジャン ソビエト連邦 (URS)                           | リアナ・ツォタゼ ソビエト連邦 (URS)                       |
| 1984 ロサンゼルス     | 周継紅 中国 (CHN)                                                 | ミッシェル・ミッチェル アメリカ合衆国 (USA)                       | ウェンディ・ワイランド アメリカ合衆国 (USA)               |
| 1988 ソウル           | 許艶梅 中国 (CHN)                                                 | ミッシェル・ミッチェル アメリカ合衆国 (USA)                       | ウェンディ・ワイランド＝ウィリアムズ アメリカ合衆国 (USA) |
| 1992 バルセロナ       | 伏明霞 中国 (CHN)                                                 | エレナ・ミロシナ EUN (EUN)                                        | メアリー・エレン・クラーク アメリカ合衆国 (USA)           |
| 1996 アトランタ       | 伏明霞 中国 (CHN)                                                 | アニカ・ワルター ドイツ (GER)                                     | メアリー・エレン・クラーク アメリカ合衆国 (USA)           |
| 2000 シドニー         | ローラ・ウィルキンソン アメリカ合衆国 (USA)                       | 李娜 中国 (CHN)                                                   | アンネ・モントミニー カナダ (CAN)                         |
| 2004 アテネ           | シャンテル・ニューベリー オーストラリア (AUS)                     | 労麗詩 中国 (CHN)                                                 | ラウディ・トゥアキー オーストラリア (AUS)                 |
| 2008 北京             | 陳若琳 中国 (CHN)                                                 | エミリー・ハイマンズ カナダ (CAN)                                 | 王鑫 中国 (CHN)                                           |
| 2012 ロンドン         | 陳若琳 中国 (CHN)                                                 | ブリタニー・ブローベン オーストラリア (AUS)                       | パンデレラ・パム マレーシア (MAS)                         |
| 2016 リオデジャネイロ | 任茜 中国 (CHN)                                                   | 司雅杰 中国 (CHN)                                                 | メーガン・ベンフィート カナダ (CAN)                       |
| 2020 東京             | 全紅嬋 中国 (CHN)                                                 | 陳芋汐 中国 (CHN)                                                 | メリッサ・ウー オーストラリア (AUS)                       |

### 3m飛板飛び込み
| 大会名                | 金                                                                | 銀                                              | 銅                                              |
| --------------------- | ----------------------------------------------------------------- | ----------------------------------------------- | ----------------------------------------------- |
| 1920 アントワープ     | アイリーン・リギン アメリカ合衆国 (USA)                           | ヘレン・ウェインライト アメリカ合衆国 (USA)     | セルマ・ペイン アメリカ合衆国 (USA)             |
| 1924 パリ             | エリザベス・ベッカー＝ピンクストン アメリカ合衆国 (USA)           | アイリーン・リギン アメリカ合衆国 (USA)         | キャロリン・フレッチャー アメリカ合衆国 (USA)   |
| 1928 アムステルダム   | ヘレン・ミーニー アメリカ合衆国 (USA)                             | ドロシー・ポイントン＝ヒル アメリカ合衆国 (USA) | ジョージア・コールマン アメリカ合衆国 (USA)     |
| 1932 ロサンゼルス     | ジョージア・コールマン アメリカ合衆国 (USA)                       | キャサリン・ロールズ アメリカ合衆国 (USA)       | ジェーン・ファウンツ アメリカ合衆国 (USA)       |
| 1936 ベルリン         | マージョリー・ゲストリング アメリカ合衆国 (USA)                   | キャサリン・ロールズ アメリカ合衆国 (USA)       | ドロシー・ポイントン＝ヒル アメリカ合衆国 (USA) |
| 1948 ロンドン         | ビクトリア・ドレーブス アメリカ合衆国 (USA)                       | ゾエ・アン・オルセン アメリカ合衆国 (USA)       | パトリシア・エルスナー アメリカ合衆国 (USA)     |
| 1952 ヘルシンキ       | パトリシア・マコーミック アメリカ合衆国 (USA)                     | マドレーヌ・モロー フランス (FRA)               | ゾエ・アン・オルセン アメリカ合衆国 (USA)       |
| 1956 メルボルン       | パトリシア・マコーミック アメリカ合衆国 (USA)                     | ジャンヌ・スタニョ アメリカ合衆国 (USA)         | アイリーン・マクドナルド カナダ (CAN)           |
| 1960 ローマ           | イングリート・クレーマー＝エンゲル＝グルビン 東西統一ドイツ (EUA) | ポーラ・マイアーズ＝ポープ アメリカ合衆国 (USA) | エリザベス・フェリス イギリス (GBR)             |
| 1964 東京             | イングリート・クレーマー＝エンゲル＝グルビン 東西統一ドイツ (EUA) | ジーン・コリアー アメリカ合衆国 (USA)           | メアリー・ウィラード アメリカ合衆国 (USA)       |
| 1968 メキシコシティ   | スザンヌ・ゴシック アメリカ合衆国 (USA)                           | タマラ・サフォノヴァ ソビエト連邦 (URS)         | キーラ・オサリバン アメリカ合衆国 (USA)         |
| 1972 ミュンヘン       | ミッキ・キング アメリカ合衆国 (USA)                               | ウルリカ・クナーペ スウェーデン (SWE)           | マリナ・ヤニッケ 東ドイツ (GDR)                 |
| 1976 モントリオール   | ジェニファー・チャンドラー アメリカ合衆国 (USA)                   | クリスタ・ケーラー 東ドイツ (GDR)               | シンシア・ポター アメリカ合衆国 (USA)           |
| 1980 モスクワ         | イリーナ・カリニナ ソビエト連邦 (URS)                             | マルチナ・プローバー 東ドイツ (GDR)             | カリン・ギュトケ 東ドイツ (GDR)                 |
| 1984 ロサンゼルス     | シルビー・ベルニエ カナダ (CAN)                                   | ケリー・マコーミック アメリカ合衆国 (USA)       | クリスティナ・ソーファート アメリカ合衆国 (USA) |
| 1988 ソウル           | 高敏 中国 (CHN)                                                   | 李青 中国 (CHN)                                 | ケリー・マコーミック アメリカ合衆国 (USA)       |
| 1992 バルセロナ       | 高敏 中国 (CHN)                                                   | イリーナ・ラシュコ EUN (EUN)                    | ブリタ・バルダス ドイツ (GER)                   |
| 1996 アトランタ       | 伏明霞 中国 (CHN)                                                 | イリーナ・ラシュコ ロシア (RUS)                 | アニー・ペルティエ カナダ (CAN)                 |
| 2000 シドニー         | 伏明霞 中国 (CHN)                                                 | 郭晶晶 中国 (CHN)                               | ドルテ・リンドナー ドイツ (GER)                 |
| 2004 アテネ           | 郭晶晶 中国 (CHN)                                                 | 呉敏霞 中国 (CHN)                               | ユリア・パハリナ ロシア (RUS)                   |
| 2008 北京             | 郭晶晶 中国 (CHN)                                                 | ユリア・パハリナ ロシア (RUS)                   | 呉敏霞 中国 (CHN)                               |
| 2012 ロンドン         | 呉敏霞 中国 (CHN)                                                 | 何姿 中国 (CHN)                                 | ラウラ・サンチェス メキシコ (MEX)               |
| 2016 リオデジャネイロ | 施廷懋 中国 (CHN)                                                 | 何姿 中国 (CHN)                                 | タニア・カニョット イタリア (ITA)               |
| 2020 東京             | 施廷懋 中国 (CHN)                                                 | 王涵 中国 (CHN)                                 | クリスタ・パーマー アメリカ合衆国 (USA)         |

### 10mシンクロナイズド高飛び込み
| 大会名                | 金                           | 銀                                                                      | 銅                                                                               |
| --------------------- | ---------------------------- | ----------------------------------------------------------------------- | -------------------------------------------------------------------------------- |
| 2000 シドニー         | 李娜 and 桑雪 中国 (CHN)     | エミリー・ハイマンズ and アンネ・モントミニー カナダ (CAN)              | レベッカ・ギルモア and ラウディ・ツアキー オーストラリア (AUS)                   |
| 2004 アテネ           | 労麗詩 and 李婷 中国 (CHN)   | ナタリア・ゴンチャロワ (飛込選手) and ユリア・コルチュノワ ロシア (RUS) | ブライズ・ハートリー and エミリー・ハイマンズ カナダ (CAN)                       |
| 2008 北京             | 王鑫 and 陳若琳 中国 (CHN)   | ブリオニー・コール and メリッサ・ウー オーストラリア (AUS)              | パオラ・エスピノサ and タチアナ・オルティス メキシコ (MEX)                       |
| 2012 ロンドン         | 陳若琳 and 汪皓 中国 (CHN)   | パオラ・エスピノサ and アレハンドラ・オロスコ メキシコ (MEX)            | メーガン・ベンフィート and ロズリン・フィリオン カナダ (CAN)                     |
| 2016 リオデジャネイロ | 陳若琳 and 劉蕙瑕 中国 (CHN) | チョン・ジュンホン and パンデレラ・パム マレーシア (MAS)                | メーガン・ベンフィート and ロズリン・フィリオン カナダ (CAN)                     |
| 2020 東京             | 陳芋汐 and 張家斉 中国 (CHN) | ジェシカ・パラット and ディレイニー・シュネル アメリカ合衆国 (USA)      | ガブリエラ・アグンデス・ガルシア and アレハンドラ・オロスコ・ロサ メキシコ (MEX) |

### 3mシンクロナイズド飛板飛び込み
| 大会名                | 金                                             | 銀                                                                     | 銅                                                                   |
| --------------------- | ---------------------------------------------- | ---------------------------------------------------------------------- | -------------------------------------------------------------------- |
| 2000 シドニー         | ベラ・イリナ and ユリア・パハリナ ロシア (RUS) | 伏明霞 and 郭晶晶 中国 (CHN)                                           | ガンナ・ソロキナ and エレナ・ジュピナ ウクライナ (UKR)               |
| 2004 アテネ           | 呉敏霞 and 郭晶晶 中国 (CHN)                   | ベラ・イリナ and ユリア・パハリナ ロシア (RUS)                         | イリーナ・ラシュコ and シャンテル・ニューベリー オーストラリア (AUS) |
| 2008 北京             | 郭晶晶 and 呉敏霞 中国 (CHN)                   | ユリア・パハリナ and アナスタシア・ポズニャコワ ロシア (RUS)           | ディッテ・コツィアン and ハイケ・フィッシャー ドイツ (GER)           |
| 2012 ロンドン         | 何姿 and 呉敏霞 中国 (CHN)                     | ケルシ・ブライアント and アビゲイル・ジョンストン アメリカ合衆国 (USA) | ジェニファー・アベル and エミリー・ハイマンズ カナダ (CAN)           |
| 2016 リオデジャネイロ | 施廷懋 and 呉敏霞 中国 (CHN)                   | タニア・カニョット and フランチェスカ・ダラッペ イタリア (ITA)         | マディソン・キーニー and アナベル・スミス オーストラリア (AUS)       |
| 2020 東京             | 施廷懋 and 王涵 中国 (CHN)                     | ジェニファー・アベル and メリッサ・シトリニ・ボリュ カナダ (CAN)       | レナ・ヘンチェル and ティナ・プンツェル ドイツ (GER)                 |

## 廃止種目

### 明白高飛込
| 大会名              | 金                                        | 銀                                        | 銅                                |
| ------------------- | ----------------------------------------- | ----------------------------------------- | --------------------------------- |
| 1912 ストックホルム | エリック・アドラーツ スウェーデン (SWE)   | ヤルマール・ヨハンソン スウェーデン (SWE) | ヨン・ヤンソン スウェーデン (SWE) |
| 1920 アントワープ   | アルヴィド・ワールマン スウェーデン (SWE) | ニルス・スコグルンド スウェーデン (SWE)   | ヨン・ヤンソン スウェーデン (SWE) |
| 1924 パリ           | リッチモンド・イブ オーストラリア (AUS)   | ヨン・ヤンソン スウェーデン (SWE)         | ハロルド・クラーク イギリス (GBR) |

### 距離飛込
| 大会名            | 金                                          | 銀                                      | 銅                                      |
| ----------------- | ------------------------------------------- | --------------------------------------- | --------------------------------------- |
| 1904 セントルイス | ウィリアム・ディッキー アメリカ合衆国 (USA) | エドガー・アダムズ アメリカ合衆国 (USA) | レオ・グッドウィン アメリカ合衆国 (USA) |